# Reissa
Reissa is een geslacht van vliegen uit de familie van de Mythicomyiidae. De wetenschappelijke naam van het geslacht werd voor het eerst geldig gepubliceerd door Evenhuis en Baéz in 2001.

## Soorten
- Reissa roni Evenhuis & Baéz in Greathead & Evenhuis, 2001